# Franssenia rocheorum
Franssenia rocheorum är en tvåvingeart som beskrevs av Ronald Henry Lambert Disney 1988. Franssenia rocheorum ingår i släktet Franssenia och familjen puckelflugor. Inga underarter finns listade i Catalogue of Life.